# Funkuhr
Eine Funkuhr ist eine Quarzuhr, die ein von einem Zeitzeichensender per Funk ausgestrahltes Zeitsignal empfangen kann und mit dessen Information die interne Quarzuhr nachreguliert.

## Funktionsweise

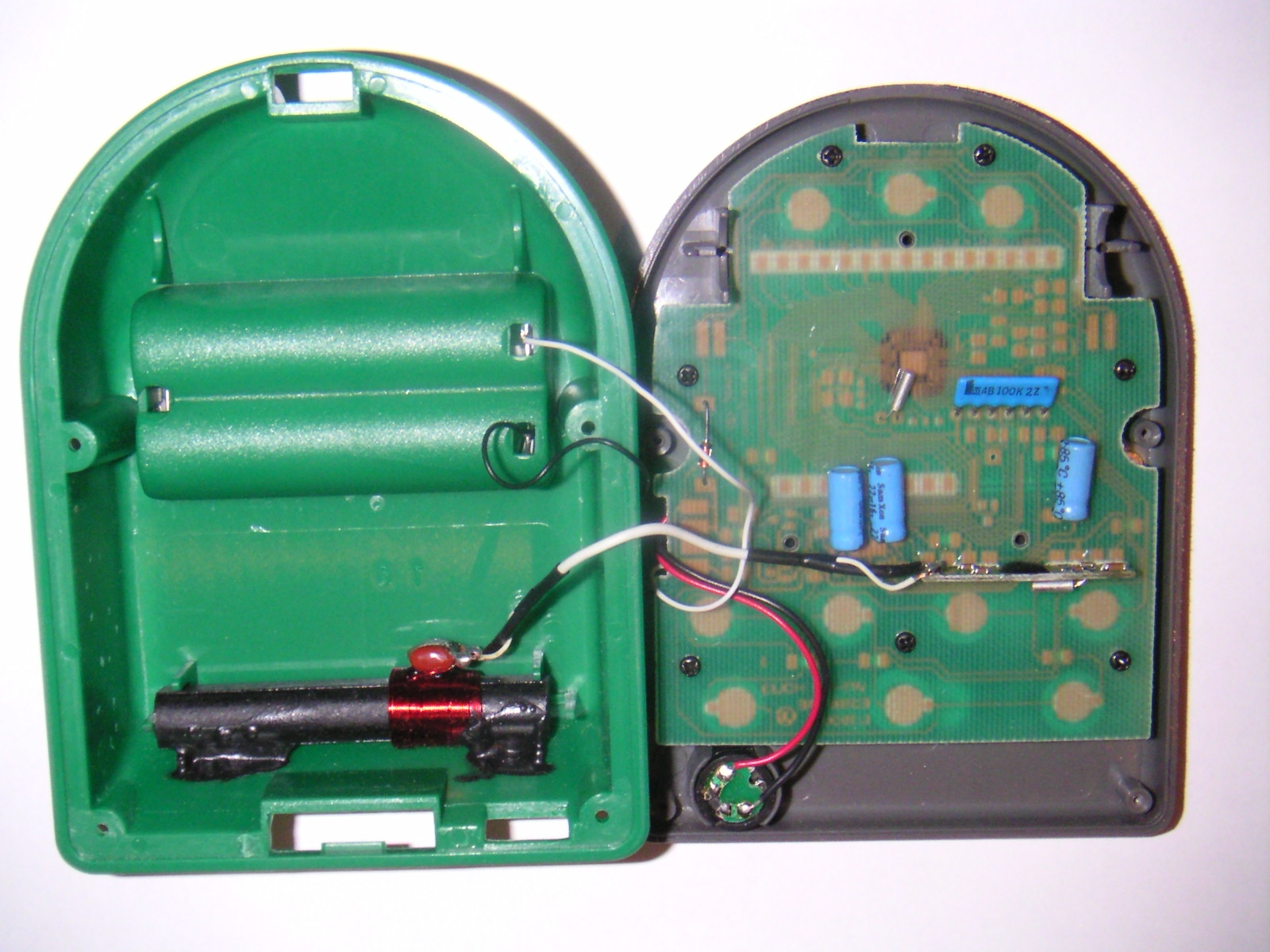
Innenansicht eines Funkweckers mit Antenne (links unten) und Batteriefach (links oben), rechts die Rückseite der Platine mit den elektronischen Bauteilen

Herzstück ist der Geradeausempfänger für den Empfang des Zeitzeichensignals eines Langwellensenders. Zeitzeichensender sind unter anderem DCF77 in Mainflingen bei Frankfurt am Main, MSF in England, Sender Allouis in Frankreich, der ehemalige HBG in der Schweiz, JJY in Japan und der US-amerikanische Zeitzeichensender WWVB. 
Die zum Signalempfang bei Funkuhren benutzte Ferritstabantenne ist im Bild links unten zu erkennen, eingeklebt in der Rückwand. Auf dem Ferritstab befindet sich rechts die Wicklung sowie direkt angelötet der Kondensator (rot) zur Schwingkreisabstimmung auf die Sendefrequenz. Die Antenne ist etwa so groß wie eine Batteriezelle der Größe „Mignon“. 
Zu beachten ist, dass jede Ferritantenne eine Polarisations- und Richtwirkung besitzt und deshalb horizontal und quer zur Richtung zum Sender orientiert werden muss, sonst kann die Signalstärke zu gering sein, um eine Synchronisierung zu bewirken.
Auf der Hauptplatine der Uhr befinden sich typischerweise zwei integrierte Schaltungen (ICs). Ein Uhren-IC sorgt für die Funktionen der Uhr, das zweite „Funk“-IC wird mit dem Funksignal der Antenne versorgt und gibt die empfangenen Takt- und Datensignale an das Uhren-IC weiter.

## Genauigkeit
Obwohl das Zeitsignal kontinuierlich gesendet wird, wird es aus Stromspargründen oft nur gelegentlich zum Nachstellen abgefragt. Bei Uhren, die mit größeren Zellen betrieben werden, ist ein Empfang jede volle Stunde üblich, bei Armbanduhren mit Knopfzellen oder mit Solarzellen nur einmal pro Tag, meist zwischen 1:00 und 4:00 Uhr morgens. Das reicht aus, um den Gangfehler der Quarzuhr zu korrigieren. Ein Beispiel für Uhren, die minütlich mit dem Funkzeitzeichen synchronisiert werden, sind die Hauptuhren der deutschen Bahnhofsuhren.
Außerhalb des Zeitsignal-Empfangsbereiches oder bei gestörtem bzw. abgeschaltetem Signal läuft eine Funkuhr weiter wie jede andere Quarzuhr. Hier macht sich der bei Quarzuhren übliche Gangfehler (der sogenannte Uhrenfehler) bemerkbar. Beim erneuten Empfang eines Zeitsignals wird die Uhr sofort wieder eingestellt und zeigt dann die vom Zeitzeichensender übermittelte Zeit an; das ist in der Regel die gesetzliche Zeit, die sich von der Koordinierten Weltzeit (UTC) um genau eine ganze Anzahl von Stunden unterscheidet. Bedingt durch schmalbandige Empfänger und die interne Verarbeitungsgeschwindigkeit der Elektronik wird die Uhrzeit in der Regel mit einer geringen konstanten Verspätung (Latenzzeit) angezeigt, die meist bei 0,1–0,4 s liegt.

## Varianten
Funkuhren sind als Wanduhren und Armbanduhren weit verbreitet. Eine Erweiterung der Funkuhr ist der Funkwecker, dessen Hauptfunktion die Weckfunktion ist.

### Funkuhren für PCs
Die interne Uhr eines PCs kann über eine Funkuhr synchronisiert werden. Diese kann im Gerät eingebaut sein oder extern angeschlossen werden. Eine Variante waren zum Beispiel kleine batteriebetriebene Funkuhren, die sich wie ein Dongle im Parallelport-Druckerkabel befanden und per Befehl oder in festen Zeitabständen die Zeit der PC-Uhr einstellten. Funkuhren für den Anschluss über USB sind die etwas modernere Variante. Diese Technik ist weitgehend durch NTP abgelöst worden, jedoch immer noch nützlich für nicht dauerhaft oder gar nicht mit dem Internet verbundene Rechnersysteme, die eine exakte Uhrzeit brauchen.
Mittels einer Soundkarte, die mit 192 kHz samplen kann, ist es möglich, durch SDR-Software Zeitzeichensignale zu dekodieren und zum Einstellen der Uhr des PCs zu nutzen.

### Funksolaruhr

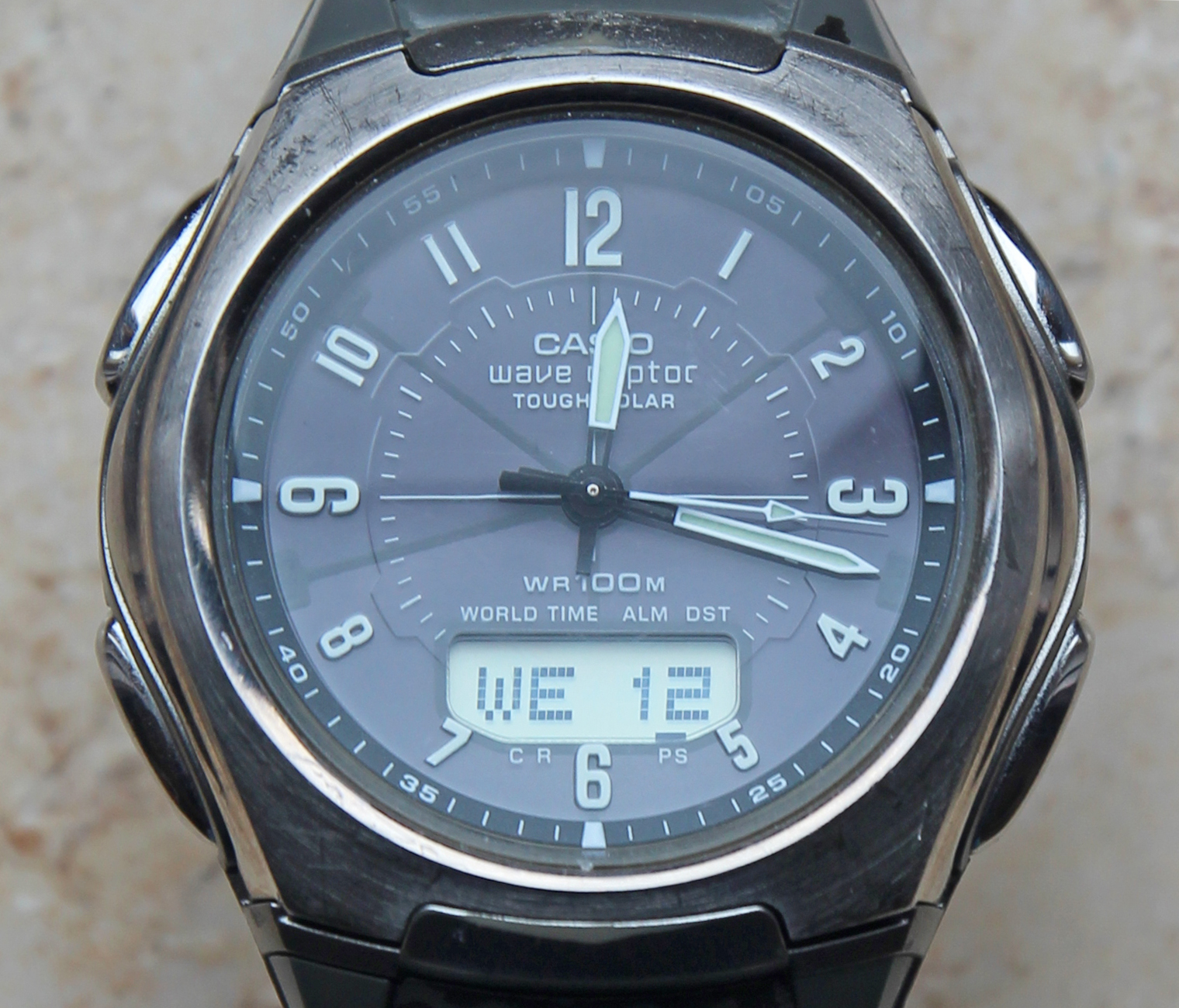
Funksolaruhr aus den 2010er Jahren

Neben stationären mit Solarzellen betriebenen Funkuhren gibt es Armbanduhren mit dieser Versorgungsart. Der Batteriewechsel entfällt hierbei. Durch einen eingebauten Akku wird die Uhr bei Dunkelheit mit Energie versorgt („Dunkellaufzeit“).
Erste Funksolaruhren hatten noch einen relativ hohen Energieverbrauch und relativ schwache Solarzellen. Daher konnte es zu ungenügender Energieversorgung kommen. Moderne Exemplare erreichen als Herrenarmbanduhr Dunkellaufzeiten von zwei Jahren. Zur Ladung des Energiespeichers genügt Kunstlicht.

## Geschichte
Ab 1958 entwickelte der Nürnberger Karl Gebhardt (1927–2014) eine durch Funk steuerbar Uhr. Eine digital kodierte Zeitübertragung für Funkuhren wurde 1967 von Wolfgang Hilberg, tätig bei der Firma Telefunken, zum Patent angemeldet. Nach seiner Berufung als Professor der Elektrotechnik der TH Darmstadt im Jahr 1972 entwickelte er die ersten Prototypen und wesentlichen Bestandteile dieses Uhrentyps.
Die Physikalisch-Technische Bundesanstalt in Braunschweig begann 1973 damit, Cäsiumuhr-Zeitsignale (einschließlich Kalenderangaben und Informationen über die Sommerzeit) über den Sender DCF77 abzustrahlen.

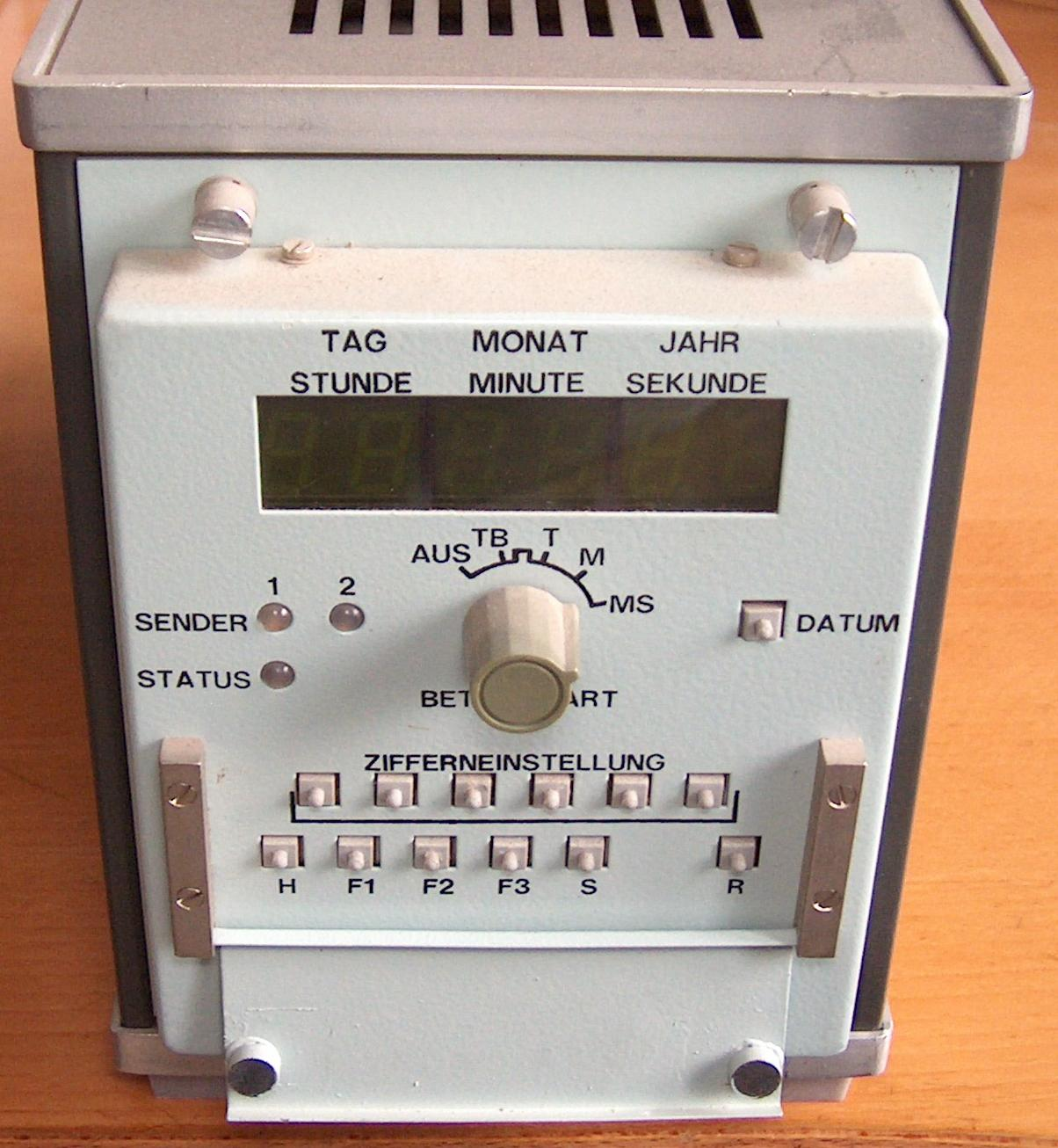
Historische militärische Funkuhr aus der DDR, die von der NVA und der Stasi benutzt wurde

Großuhren mit einem entsprechenden Empfangsteil konnten sich ab 1973 selbsttätig hochpräzise darauf einstellen.
Zu DCF77 kompatibel war der in der Schweiz von 1966 bis 2011 betriebene Sender HBG, der mit einer Trägerfrequenz von 75 kHz arbeitete.
Ähnlich arbeitende Zeitsignalsender gibt es in vielen Ländern weltweit. Es werden dabei meist unterschiedliche Trägerfrequenzen und unterschiedliche Kodierungen wie der in den USA gebräuchliche IRIG Timecode verwendet. Einige Funkuhren, beispielsweise die Casio G-Shock, können Zeitsignale von mehreren, verschiedenen Zeitsignalsendern empfangen und auswerten.
Funkuhren wurden in den 1970er Jahren nur in relativ geringen Stückzahlen für den professionellen und semi-professionellen Einsatz gebaut, beispielsweise von Hopf.

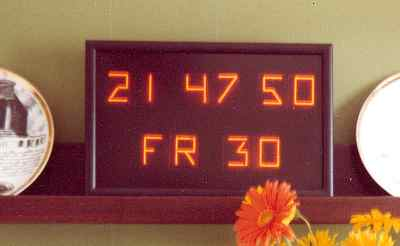
Prototyp der ersten Funkuhr mit Mikroprozessor-Steuerung, 1978

Für Privat-Anwender waren Funkuhren spätestens Anfang der 1980er Jahre verfügbar. Die Hopf Mini-Funkuhr 4300 mit Anzeige von Wochentag, Uhrzeit bzw. Datum einschließlich Jahr (umschaltbar), Anzeige von optimaler Antennenausrichtung sowie Funk- oder Quarzuhrbetrieb kostete im Jahre 1983 als Bausatz 395 DM, als Fertiggerät 735 DM, was nach heutiger Kaufkraft 450 EUR bzw. 837 EUR entspricht.
1986 wurde von Telefunken (→ Atmel) die erste Integrierte Schaltung U2775B vorgestellt. Auf Basis dieses ICs war es erstmals möglich, preiswerte Funkuhren für den Massenmarkt zu bauen. Die ersten Anbieter waren Kundo in St. Georgen im Schwarzwald und Junghans.

Erste Funk-Armbanduhr der Welt Junghans
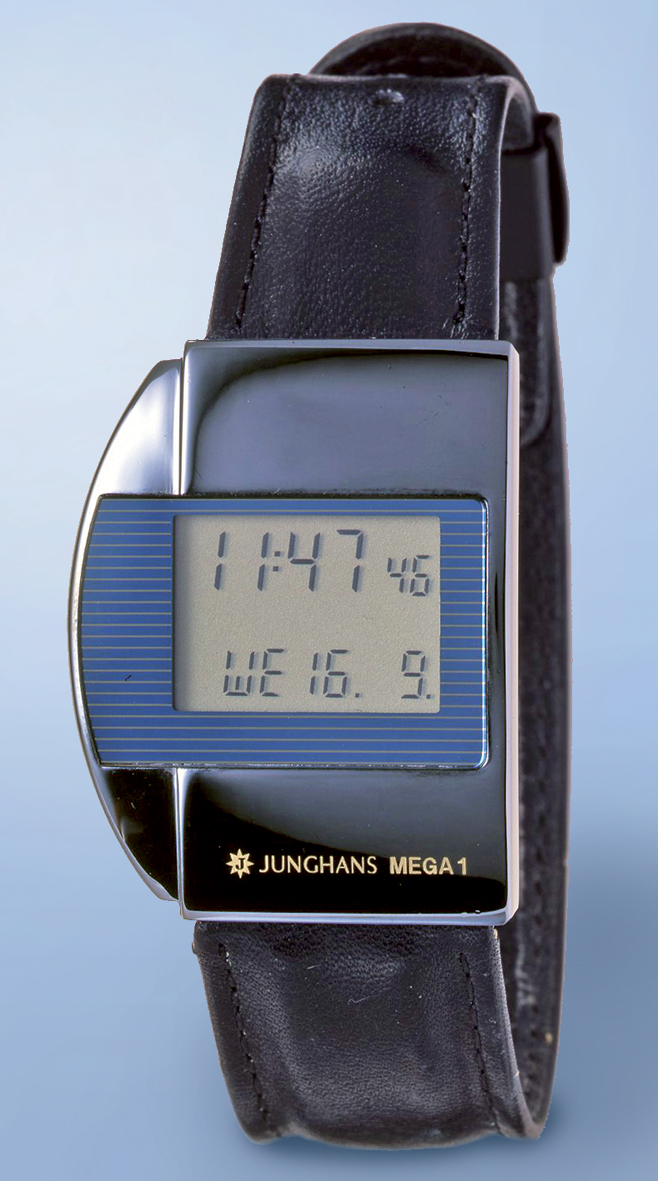
MEGA 1 (digital)
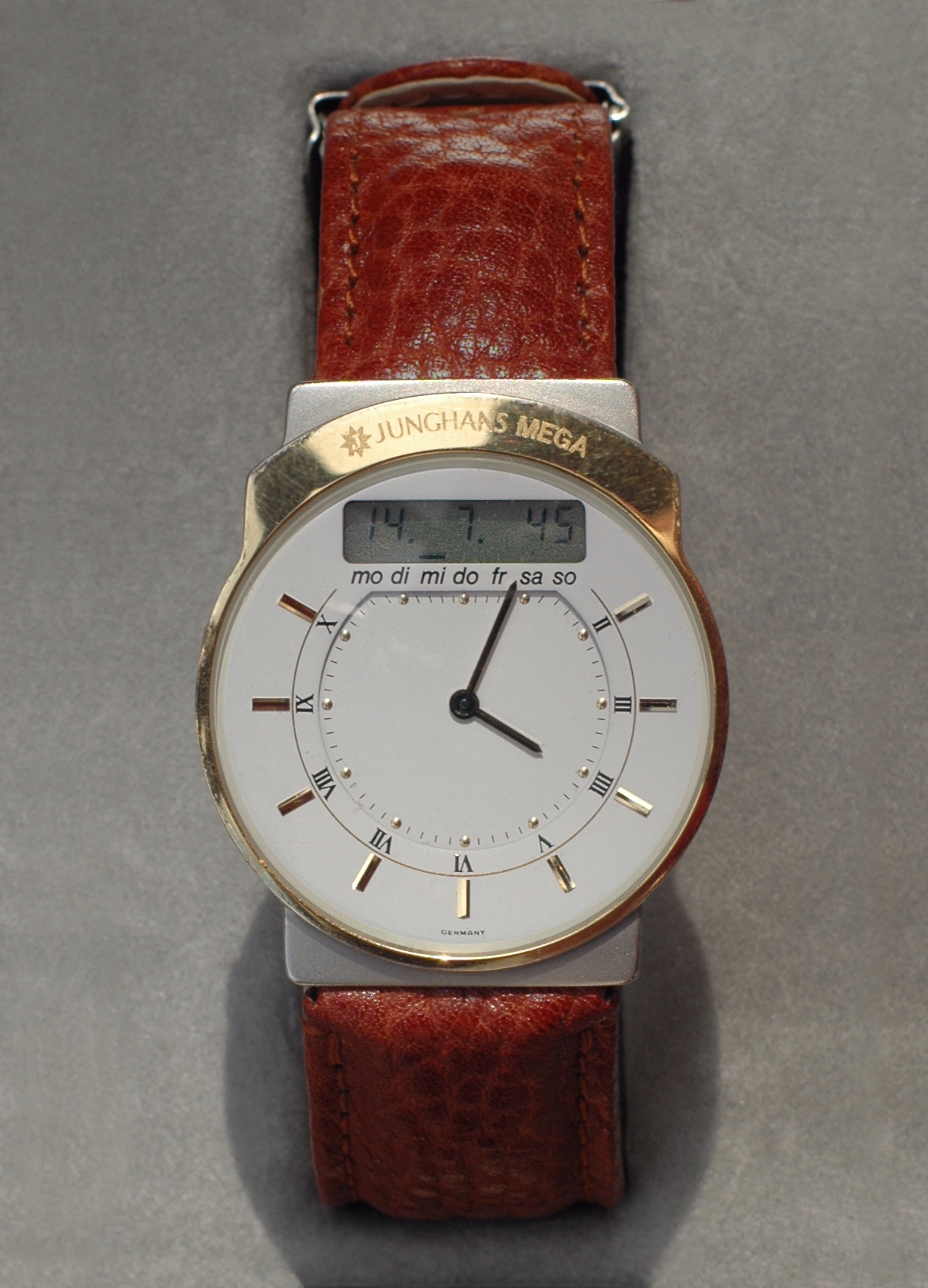
Mega (analog)

Ein Armband-Uhren-fähiges IC kam 1990 auf den Markt, welches von Junghans in die erste Funkarmbanduhr der Welt, die MEGA 1, eingebaut wurde.
Hersteller von industriellen Funkuhren und Synchronisationssoftware sind Gude, Hopf, Linum oder Meinberg.
Bei Funk-Armbanduhren waren anfänglich Antennen aus amorphen Bändern im Inneren der Lederarmbänder integriert, was gelegentlich zu Kontaktproblemen im Übergangsbereich vom Armband zum Uhrengehäuse führte. Später wurden deshalb Miniatur-Ferritstabantennen in die Uhren-Gehäuse eingebaut. Weil aber Metall die Funkwellen abgeschirmt hätte, mussten diese Gehäuse aus Kunststoff oder Keramik hergestellt werden.

## Alternativen

### RDS
Ferngesteuerte Zeiteinstellung ist per Radioempfang (RDS) möglich. Es wird von Rundfunksendern parallel zum Programm ein Zeitsignal gesendet, mit dem sich eine im Radio integrierte Uhr automatisch einstellen kann. Eine häufige Anwendung sind mit dem Radio gekoppelte Uhren in Personenkraftwagen, wobei Radioempfang automatisch Sommerzeitumstellung ermöglicht.

### DAB
Beim Digital Audio Broadcasting (digitales Radio, DAB/DAB+) wird ebenfalls ein Zeitsignal übertragen. Dieses wird von vielen DAB-Radios zur Zeitanzeige ausgewertet.

### GPS
Das Navigationssystem GPS beruht auf dem Empfang hochgenauer Zeitsignale von Satelliten. Diese GPS-Zeit ist um einige ganze Sekunden gegenüber der UTC verschoben. Da diese Verschiebung mit dem GPS-Signal übertragen wird, kann sie durch die GPS-Uhr berücksichtigt werden. Dieses System garantiert eine maximale Gangabweichung von einer Mikrosekunde. Beim DCF77-Signal wird diese Abweichung aufgrund der Laufzeit des Signales (Lichtgeschwindigkeit) bereits bei einer Entfernung von 300 Metern zum Sender überschritten.

### NTP/PTP
Über das Network Time Protocol (NTP) können an das Internet angeschlossene Geräte mit einer Genauigkeit von deutlich unter einer Sekunde synchronisiert werden. Da NTP-Server unter anderem von amtlich als time keeper tätigen Institutionen angeboten werden, ist für jedermann eine Synchronisation mit der offiziellen Zeit möglich. Über das Precision Time Protocol (PTP) kann für lokal begrenzte Netzwerke eine lokale Synchronität im Bereich von Nanosekunden erreicht werden.

### Mobilfunk
Schon seit den Anfängen des Mobilfunks übermittelt jeder Mobilfunkmast auch ein Zeitsignal.